# Dániel Nagy
Dániel Nagy (* 15. März 1991 in Budapest) ist ein ungarischer Fußballspieler.

## Karriere

### Vereine

#### Hamburger SV
Daniel Nagy begann seine Karriere in der Jugend von Újpest Budapest, bevor er 2007 in die Jugend des Hamburger SV wechselte. Zur Saison 2008/09 unterzeichnete Nagy außerdem einen Amateurvertrag, der ihm zum Bestandteil der zweiten Mannschaft (U-23) machte. Sein Debüt im Herrenbereich feierte er am 24. August 2008 bei 1:1 gegen den FC Sachsen Leipzig über die gesamte Spielzeit. In der Saison 2009/10 kam er in der zweiten Mannschaft auf keinen Einsatz und spielte die gesamte Saison in der A-Jugend (U-19). In der folgenden Spielzeit rückte Nagy fest in den Kader der zweiten Mannschaft auf und wurde zu einer festen Größe im Team von Rodolfo Cardoso in der viertklassigen Regionalliga Nord.
Zur Saison 2011/12 erhielt Nagy einen Zwei-Jahres-Vertrag als Lizenzspieler beim Hamburger SV. Allerdings nahm er noch am Spielbetrieb der zweiten Mannschaft teil, um Spielpraxis zu sammeln. Am 16. September 2011 stand Nagy bei der 0:1-Niederlage im Heimspiel gegen Borussia Mönchengladbach zum ersten Mal im Kader für ein Bundesliga-Spiel, wurde aber nicht eingesetzt. Bis zur Winterpause folgten unter dem neuen Trainer Thorsten Fink keine weiteren Nominierungen für einen 18-Mann-Kader. Am Training der Profis nahm Nagy nicht mehr regelmäßig teil. Auch ins Wintertrainingslager reiste er nicht mit, sondern absolvierte die Vorbereitung und die Rückrunde mit der zweiten Mannschaft.

#### VfL Osnabrück
Nachdem sich Nagy bei den Profis des Hamburger SV nicht hatte durchsetzen können und in der vergangenen Spielzeit lediglich einmal auf der Bank Platz nehmen durfte, wechselte er zur Saison 2012/13 zum VfL Osnabrück in die 3. Liga. In Osnabrück unterschrieb er einen Zweijahresvertrag bis zum 30. Juni 2014. Er gab sein Debüt am 21. Juli 2012 (1. Spieltag) beim 2:0-Sieg gegen die zweite Mannschaft von Borussia Dortmund. In seiner ersten Saison für den VfL kam er auf 33 Einsätze, in denen er drei Tore erzielte.

#### Ferencváros Budapest
Nach Auslaufen seines Vertrages in Osnabrück kehrte Nagy in seine Heimat zu Ferencváros Budapest zurück.

### Nationalmannschaft
Nagy lief siebenmal für die U-19 und einmal für die U-21 Ungarns auf.

## Erfolge
- Aufstieg in die 2. Bundesliga 2016 mit den Würzburger Kickers